# Tingas
Las Tingas (oficialmente y en asturiano: As Tingas) es una aldea de la parroquia de Ouria, concejo de Taramundi, en la comarca del Eo-Navia, Principado de Asturias, España.